# Dichagyris capnista
Dichagyris capnista là một loài bướm đêm trong họ Noctuidae.